# Jean Iraçabal (rugby à XV)
Pour les articles homonymes, voir Jean Iraçabal.
Pas d'image ? Cliquez ici

a Compétitions nationales et continentales officielles uniquement.

b Matchs officiels uniquement.
Dernière mise à jour le 19 septembre 2015.
Jean Iraçabal, né le 6 juillet 1941 à Larressore, est un ancien joueur de rugby à XV, ayant joué avec l'équipe de France et avec l'Aviron bayonnais. Il évolue au poste de pilier gauche (1,78 m pour 99 kg).
Surnommé « Indomptable » (impossible à maitriser) par les néo-zélandais, on l’appelait « l’homme qui ne recule jamais » en France.
Le Roc basque, fer de lance du paquet bayonnais, était craint pour sa rudesse sur tous les terrains de l'hexagone.
En 1968, l'équipe de France fait appel à ses services qu'il mettra à disposition à 34 reprises jusqu'en 1974.
Vainqueur du Tournoi des 5 nations en 1970 à égalité avec le Pays de Galles, il fait partie des grands piliers de l'histoire du rugby national.
En 1975, il reçoit la médaille d'or de l'AB et termine sa carrière sportive à l'Aviron en 1978.
Employé municipal à Bayonne puis terrassier à son compte, il est devenu propriétaire d'une entreprise de travaux publics.

## Carrière

### En club
- Aviron bayonnais

### En équipe nationale
Il a disputé son premier test match le 13 juillet 1968, contre l'équipe de Nouvelle-Zélande, son dernier test match fut contre l'équipe d'Afrique du Sud, le 30 novembre 1974.

## Palmarès
- 34 sélections en équipe de France (+1 non officielle)
- Sélections par année : 3 en 1968, 4 en 1969, 5 en 1970, 4 en 1971, 5 en 1972, 6 en 1973, 7 en 1974
- Tournois des Cinq Nations disputés : 1969, 1970, 1971, 1972, 1973, 1974
- Vainqueur du tournoi des cinq nations en 1970 (ex æquo avec le Pays de Galles) et 1973 (ex æquo avec les quatre autres équipes)